# Kaznakhtite
La kaznakhtite (simbolo IMA: Kzt) è un minerale molto raro del supergruppo dell'idrotalcite, oltre che del gruppo dell'idrotalcite, appartenente alla famiglia dei "carbonati e nitrati" con la composizione chimica Ni6Co3+2(CO3)(OH)16 • 4H2O.
La kaznakhtite è l'analogo del Co3+ della reevesite (Ni6Fe3+2(CO3)(OH)16 • 4(H2O)).

## Etimologia e storia
Il minerale prende il nome dalla sua località tipo, il massiccio ultrabasico Kaznakhtinskii, nel Ust'-Koksinskij rajon nella Repubblica dell'Altaj (Russia).
Il campione tipo è conservato presso l'Accademia russa delle scienze di Mosca, nel museo mineralogico "A.E. Fersman" con il numero di catalogo 5727/1.

## Classificazione
Essendo un minerale approvato dall'Associazione Mineralogica Internazionale (IMA) nel 2021, la kaznakhtite non è elencata né nella Sistematica dei lapis (Lapis-Systematik) di Stefan Weiß (aggiornata al 2018), né nella nona edizione della sistematica di Strunz (aggiornata dall'IMA al 2009), né nella classificazione dei minerali di Dana.
L'edizione della sistematica di Strunz successiva alla nona, chiamata Classificazione Nickel-Strunz e proseguita dal database "mindat.org", elenca la kaznakhtite nella classe "5. Carbonati (nitrati)" e nella sottoclasse "5.D Carbonati con anioni aggiuntivi, con H2O"; questa è ulteriormente suddivisa in base alla dimensione dei cationi coinvolti, in modo che il minerale possa essere trovato nella sezione "5.DA Con cationi di media dimensione", dove forma il sistema nº 5.DA.50 insieme a comblainite, desautelsite, idrotalcite, piroaurite, reevesite, stichtite e takovite.

## Abito cristallino
La kaznakhtite cristallizza nel sistema trigonale nel gruppo spaziale R3m (gruppo nº 166) con i parametri reticolari a = 3,0515(3) Å e c = 23,180(3) Å, oltre a 3/8 unità di formula per cella unitaria.

## Origine e giacitura
La kaznakhtite, nella sua località tipo, è stata trovata associata stichtite, heazlewoodite, manganocromite, dolomite, magnetite, crisotilo, magnesioferrite, cromite, lizardite e brucite.
La kaznakhtite è stata trovata solo in due siti: oltre alla località tipo, il massiccio ultrabasico Kaznakhtinskii, nel Ust'-Koksinskij rajon in Russia, è stata trovata anche a Gwacheon (Sud Corea).